# كامان كيه-225
كامان كيه-225 (بالإنجليزية: Kaman K-225)‏ هي مروحية أختبارية، أنتجت في الولايات المتحدة. من صناعة كامان للطائرات. كانت تستخدم بشكل أساسي من قبل بحرية الولايات المتحدة. كان أول طيران لها في 15 يناير 1947. وسعر الطائرة الواحدة منها هو 25,000 دولار.

## المستخدمون
- بحرية الولايات المتحدة
- حرس السواحل الأمريكي